# うちでのこづち
- うちでのこづち
- 打ち出の小槌
- 打出の小槌

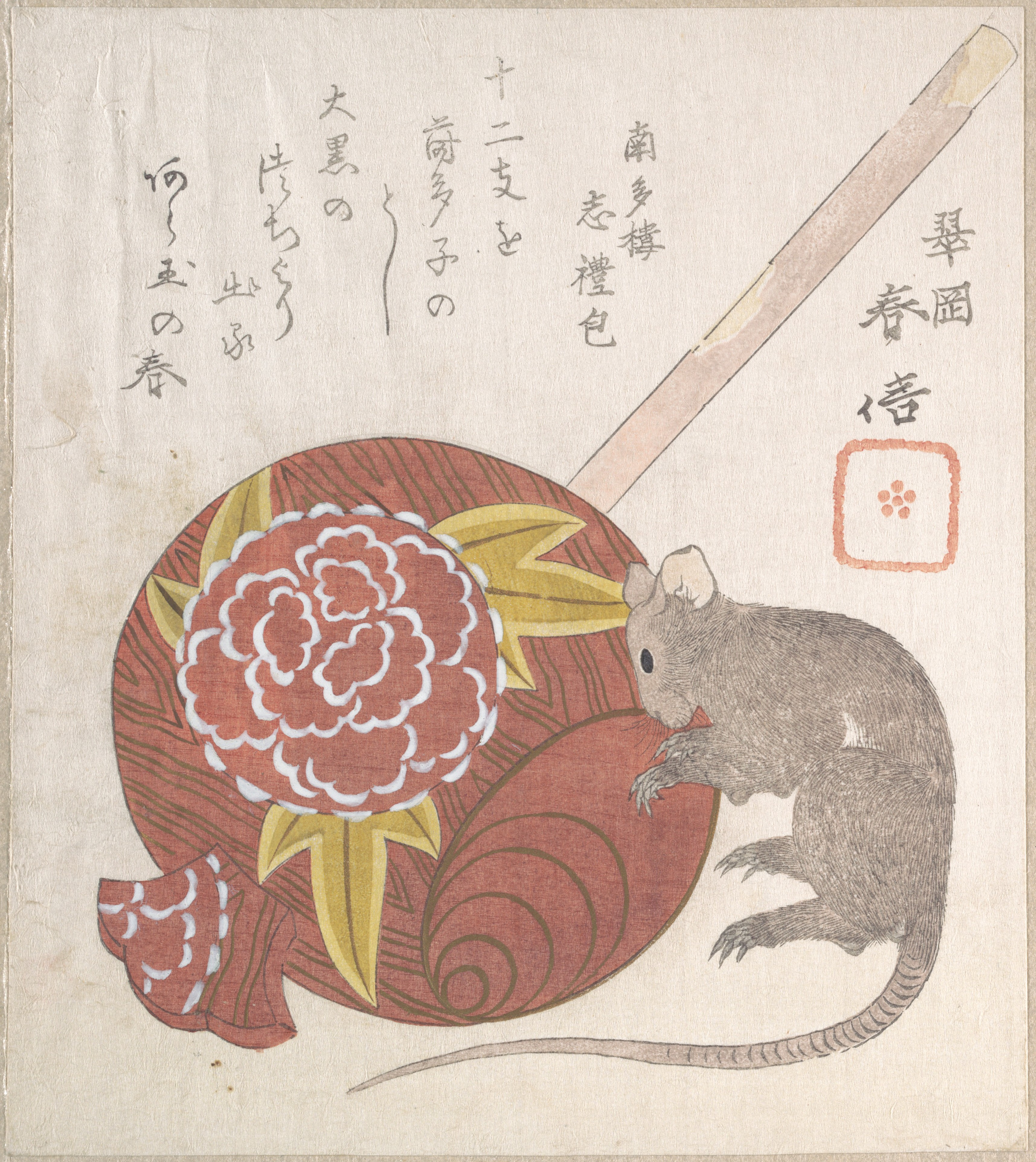
大黒の打出の小槌とその使いの鼠を描いた摺物、岳亭春信筆

うちでのこづち（打ち出の小槌、打出の小槌）は、振ることにより様々なものが出てくるとされる伝説上の槌（つち）。日本の説話や昔話に登場している宝物のひとつである。鬼の持つ宝物であるとされるほか、大黒天（だいこくてん）の持ち物であるともいわれ、富をもたらす象徴として描かれている。
かがえられ、説話や物語などに見られる鬼の登場する物語がその原典であろうことが考察されている。

## 概要
欲しいもの、願い事を唱えて振ると願いどおりの物があらわれる効果を持つ。隠れ蓑、隠れ笠と並び称されており、福を招く宝物であるとされる。「ものを出す槌」の伝承はインドにある物が古いことからインドからモンゴル、朝鮮を経て日本へ伝わったと考えられる。一例として、『酉陽雑俎』に収録される『こぶとりじいさん』の原型に登場する。
御伽草子
室町時代に書かれた『御伽草子』のひとつである『一寸法師』では、姫を襲った鬼がこのうちでのこづちを所持しており、一寸法師によって退治された際にこれを落としてゆく。一寸法師は姫に「大きくなれ」とこづちを振ってもらって体を大きくしてもらい、立派な武士として身を立てる結末となっている。
現在、一般に流布している昔話としての一寸法師でも、同様にうちでのこづちが一寸法師を大きくするために使われる面が大きくあつかわれているが、『御伽草子』では背を大きくしたり、金銀を出したりする以外に、鬼を退治したあとの疲れをとるために次々とおいしそうな飯を出すなどの効果も発揮しており、その用途は幅広い。
宝物集
平安時代末期の仏教書『宝物集』には、打ち出の小槌は宝物だけではなく牛や馬、食物や衣服など心のままにすべて出現させる事が出来るが、打ち出した物はまたこれすべて鐘の音を聞くと失せ果せる物であり、結局は現世に実在する宝物と言えるべきものではないという内容の説話を収録している。
大黒天の持ち物
うちでのこづちは、日本において大国主（おおくにぬし）の神と同一視されるようになった大黒天の持ち物であるといわれ、大黒天像は槌を持った姿で製作されることが多い。しかし、どのような記述によって大黒天が槌を持つ姿が製作されるようになったのかは明確ではない。
なお、東洋史家の宮崎市定は、中国で古く柱を打って音を出して人を呼ぶのに用いられた柱斧という槌のような道具があり、貴人が柱斧で従者を呼んで命じれば従者が何なりと貴人の欲する物を持って来るところから、槌そのものに魔力があるかのような考えが生じたのではないかとしている。
また、南方熊楠は、大黒天がガネーシャと習合しで出来るうち本来ガネーシャが持つ斧が変形した可能性があるとしている。この信仰について南方は汎世界的に存在する、雷神の神物とされ崇拝される、「石器時代の石斧」はハンマーにも見えることから、雷神の持ち物が斧あるいは槌とされた可能性があるといい、例として「ムジョルニル」を上げる。

## 昔話
一寸法師のほか、日本各地で伝承されている昔話の中では、鬼の所有している宝物として登場するほか、異界を訪問した人物がうちでのこづちをおみやげとして持ち帰り、欲しいものを唱えて振ると願いどおりの物があらわれ長者になったとする展開で登場する。その様子を見ていた隣人がうちでのこづちを借り、欲を出した願いを早口で唱えると誤認されて違うものがあらわれ、痛い目に合うという結末をもつ話も多く存在する。
- 高知県高岡郡などにつたわる昔話では、売れなかった節季用の薪木を海へ捨てた正直者が竜宮から礼品としてうちでのこづちをもらう[11]。
- 鹿児島県長島町などにつたわる昔話では、末娘の婿が邪慳にあつかわれたことから姑に渡すべき立派な薪（十三生木）を海などに捨てた結果、竜宮から感謝され、うちでのこづちをもらう[12]。
- 紀州(和歌山県)では、継母に虐待される継子が、超自然の存在によって事態を好転させるというグリム童話に収録されまたイタリア、ポルトガルにも分布する話の中で、継娘の境遇に同情した鬼が「叩くと銭の出る」小鎚を与える。

桃太郎が鬼ヶ島で手にした宝物として隠蓑、隠笠、打出の小槌があげられてもいる例も過去の文献には存在していた。山東京伝による絵本『絵本宝七種』（1804年）に書かれた桃太郎の話のなかでも、鬼ヶ島で手に入れたうちでのこづちを桃太郎が振ってさまざまな宝物を出している姿が描かれている。

## 平家物語におけるこづちと鬼
『平家物語』巻6「祇園女御の事」には、うちでのこづち自体は登場しないが、うちでのこづちを持った鬼が出たという噂が立ったとする話が記されている。
祇園女御（平清盛の母親）が白河法皇の愛人だった頃、ある夜その祇園のほとり住まい近くの御堂に、手には「聞こゆる打出の小槌」らしいものが輝き、頭髪も針の山のごとく光る人影が出現し、鬼であると周囲が恐怖した。北面の武士として護衛に付添っていた平忠盛に成敗を命じたところ、それは灯籠をともすためにはたらいていた油つぎの法師であったと判明した。手に持った燃えさしを入れた容器が小槌、頭にかぶっていた雨よけの麦藁が針のような髪と誤認されたのだった。『源平盛衰記』で書かれている同説話では「土器に燃杙（もえぐい）を入れて」おり、これが消えぬように息で吹くと「ざと光り、光るときは小麦の藁が輝き合ひて、銀の針の如くに見えけるなり」と描写されている。
ここに書かれている「聞こゆる打出の小槌」という表現から、鬼の持物として「うちでのこづち」が有名であったことがうかがえられ、説話や物語などに見られる鬼の登場する物語がその原典であろうことが考察されている。
『保元物語』でも源為朝が鬼ヶ島に住む鬼の子孫たちから失われた鬼の宝を聞き出す場面などがあり、そのような説話の上で鬼たちのもつ宝物に「うちでのこづち」が加わっていたものと推察されている。『保元物語』で登場している鬼の宝物は諸本によって記述が違い「隠蓑、隠笠、浮履（うきぐつ）、沈履（しづみぐつ）、剣」とその存在がうかがえないが、半井本系統では「うちでの履」という宝物の名があり「うちでのこづち」の誤記ではないかと見られる。

## 文化
- 宝づくし（たからづくし）

福を招く宝物であるということから、衣服や調度品などに利用される「宝づくし」という文様の図案のひとつとして用いられている。
- 小槌笛（こづちぶえ）

うちでのこづちを題材とした郷土玩具。持ち手の部分が笛として音が鳴るよう細工されている。
- 宝槌（たからづち）

民俗行事などに使われるもので、福の神の持ち物のひとつとして用いられる。青森県北津軽郡鶴田町では「じょばうち槌」（砧に用いられる木槌）に松の葉などを結び、長い縄をつけたものを家々に投げ込む行事がおこなわれていた。

### 補注
1. ↑  『日本大百科全書』（1985年版）では「鎌食初期」とあるが、後の版では「康頼宝物集〔1197年頃〕上」を挙げる